# Mar del Tuyú
Mar del Tuyú is een plaats in het Argentijnse bestuurlijke gebied de la Costa in de provincie Buenos Aires. De plaats telt 6.916 inwoners.